# Geassimileerd werkwoord (Arabisch)
Een geassimileerd werkwoord in het Arabisch is een werkwoord waarvan de eerste radicaal van de werkwoordstam zwak is. Dit is doorgaans een و waw, maar in enkele zeldzame gevallen ook ي ya'. Geassimileerde werkwoorden vormen een van de categorieën zwakke werkwoorden in het Arabisch. Ze volgen enkele afwijkende regels in de vervoeging.
In tegenstelling tot bij de andere categorieën zwakke werkwoorden, namelijke holle werkwoorden en gebrekkige werkwoorden, kan de zwakke radicaal normaal geen ya' ي zijn. Als de ya' als eerste radicaal voorkomt, fungeert deze namelijk gebruikelijk als medeklinker, met een reguliere vervoeging.
Het kenmerk van een geassimileerd werkwoord is dat in de tegenwoordige tijd de zwakke eerste radicaal wegvalt. In de verleden tijd zijn er geen veranderingen en is de vervoeging regelmatig. Een voorbeeld is arriveren: وصل waSala. In de verleden tijd vervoegt dit regelmatig, bijvoorbeeld وصلت waSaltu ik arriveerde. In de tegenwoordige tijd verdwijnt de و, bijvoorbeeld in yaSil يصل hij arriveert.
Geassimileerde werkwoorden van vorm I kunnen een van de volgende drie patronen volgen:
- Verleden tijd met "a", tegenwoordige tijd met "i". Voorbeeld: arriveren: vt: وصل waSala, tt: يصل yaSil.
- Verleden tijd met "a", tegenwoordige tijd met "a". Voorbeeld: plaatsen, zetten: vt: وضع waDa'a, tt: يضع yaDa'a.
- Verleden tijd met "i", tegenwoordige tijd met "i".

De hogere vormen gedragen zich wat de vervoeging betreft grotendeels regelmatig. Voorbeeld وصّل waSSala brengen, een afgeleide vorm van waSala van vorm II. Een voorbeeld van de verleden tijd is وصّلت waSSaltu ik bracht, van de tegenwoordige tijd يوصّل yuwaSSil hij brengt, mét و.